# Aborto en Veracruz
La Interrupción Legal del Embarazo en Veracruz refiere al status legal que tiene la llamada ILE en ese estado mexicano, donde el aborto inducido está totalmente despenalizado, desde julio de 2021, a petición de cualquier mujer gestante en la entidad hasta la duodécima semana; además de las causales de violación, imprudencial, peligro de muerte, daño a la salud, alteración al producto y fecundación asistida indebida.
Veracruz es la cuarta entidad federativa de México en despenalizar el aborto electivo, dos meses antes de las jurisprudencias de 2021 y 2023 de la Suprema Corte de Justicia de la Nación (acciones de inconstitucionalidad AI 148/2017, AI 106/2018, AI 107/2018 y AI 54/2018; amparo en revisión AR 267/2023). La armonización de su Constitución y su Ley de Salud aún está pendiente por lo que se utilizan algunos lineamientos locales y federales para subsanar los vacíos y lagunas jurídicas sobre diversos temas y protocolos.

## Marco normativo actual
|  |  |
|  |  |

### Regulación constitucional
| Artículo | Concepto                                                               | Descripción |
| -------- | ---------------------------------------------------------------------- | --- |
| 4.º      | Título Primero. Capítulo II. De los Derechos Humanos. Segundo párrafo. | El Estado garantizará el Derecho a la vida del ser humano, desde el momento de la concepción hasta la muerte natural, como valor primordial que sustenta el ejercicio de los demás derechos; salvo las excepciones previstas en las leyes. (Inválida de manera general por precedentes AI 106/2018 y AI 107/2018 de la SCJN. Inválida de manera particular por precedente AI 85/2016 de la SCJN) |

### Regulación penal
| Artículo | Concepto                        | Descripción |
| -------- | ------------------------------- | --- |
| 149.º    | Definición de aborto            | Después de la semana 12 de gestación. |
| 150.º    | Sanciones por aborto consentido | Gestante: 15 días a 2 meses de medidas integrales de salud, en libertad y con respeto a los derechos humanos. Colaborador: 15 días a 2 meses de prisión o de 50 a 100 días de trabajo a favor de la comunidad, y multa de hasta 75 días UMA. Solo cuando es consumado y después del límite legal (sanciones inválidas por sentencia AI 148/2017 de la SCJN). |
| 151.º    | Definición de aborto forzado    | Interrupción del embarazo sin consentimiento de la mujer o la persona gestante. |
| 151.º    | Sanciones por aborto forzado    | 3 a 10 años de prisión y mutla de hasta 100 días de UMA (si se emplea violencia física o moral aumenta de 6 a 15 años de prisión y multa de hasta 150 días de UMA). Sancionado en grado de tentativa. |
| 153.º    | Sanciones por aborto forzado    | Suspensión profesional de 2 a 5 años además de las sanciones de cárcel correspondientes (personal de medicina, enfermería o matronería). Por aborto consentido después del límite legal (sanciones inválidas por sentencia AI 148/2017 de la SCJN) o por aborto forzado.                                                                                     |
| 154.º    | Causales del aborto legal       | Excluyentes de responsabilidad: I imprudencial, II violación y fecundación asistida indebida, III peligro de muerte y daño a la salud, IV alteración al producto. |
| 154.º    | Causales del aborto legal       | En la fracción II no es necesaria denuncia previa ante el Ministerio Público. Igualmente, en las III y IV sólo se necesita el juicio de una o un profesional de la medicina. |

## Historia

### Despenalización
El 23 de noviembre de 2016, la Secretaría de Gobernación (Segob), por medio de la Comisión Nacional para Prevenir y Erradicar la Violencia contra las Mujeres (Conavim), emitió una Alerta de Violencia de Género contra las Mujeres (AVGM) para 11 municipios del estado por alta incidencia de feminicidios y abusos sexuales. Así, Boca del Río, Coatzacoalcos, Córdoba, Las Choapas, Martínez de la Torre, Minatitlán, Orizaba, Poza Rica de Hidalgo, Tuxpan, Veracruz y Xalapa debían adoptar acciones necesarias en seguridad, prevención, justicia y reparación para garantizar que las mujeres y niñas de la entidad tengan el derecho a vivir una vida libre de violencia. Igualmente, las mismas colectivas y organizaciones feministas aprovecharon para iniciar un proceso de Alerta de Violencia de Género por Agravio Comparado (AVGAC) ya que, según estas, el marco normativo local era violatorio de los derechos humanos y los derechos sexuales y reproductivos de las veracruzanas. Igualmente, la falta de capacitación del personal de salud y de las y los operadores de justicia en el estado era excesiva. Entonces, de acuerdo a la parte demandante, si no se cambiaban esas disposiciones que restringían el aborto hasta en caso de violación, la entidad no cumpliría totalmente con sus obligaciones en la primera AVGM. La solicitud fue admitida y en marzo de 2017 se publicó el informe del grupo de trabajo encargado por la Conavim y la Segob. Finalmente, la segunda alerta se declaró a finales de ese año donde se recomendaba la reforma a los artículos 149.º, 150.º y 154.º del Código Penal para el Estado Libre y Soberano de Veracruz de Ignacio de la Llave; y la adecuada aplicación de la NOM-046-SSA2-2005.
Posteriormente, el 27 de julio de 2017, durante la LXIV legislatura del Congreso del Estado de Veracruz, se ingresó para consideración un proyecto para despenalizar el aborto electivo hasta el primer trimestre de embarazo. El dictamen proponía cambiar la definición de delito de aborto, reducir las penas por aborto consentido y quitar la temporalidad para acceder a un aborto legal en caso de violación; cumpliendo así con las sugerencias de la segunda AVGAC.
Sobre las personas impulsoras del dictamen se observaban dos bloques parlamentarios. Por un lado estaba el Movimiento de Regeneración Nacional (Morena, partido que suele clasificarse como izquierda populista en el espectro político mexicano) conformado por las diputadas Águeda Salgado Castro, Cinthya Amaranta Lobato Calderón, Daniela Guadalupe Griego Ceballos, Miriam Judith González Sheridan, Patricia Rodríguez Cueto y Tanya Carola Viveros Cházaro; así como los diputados Amado Cruz Malpica, Rogelio Arturo Rodríguez García y Zenyazen Roberto Escobar García. En el otro grupo, de manera extraordinaria (debido a su histórica oposición al tema) se encontraban el Partido Acción Nacional (PAN, partido que suele clasificarse como derecha conservadora en el espectro político mexicano), el Partido de la Revolución Democrática (PRD, partido que solía clasificarse como izquierda progresista en el espectro político mexicano) y el Partido Revolucionario Institucional (PRI, partido que suele clasificarse como centro ya que ha aglutinado facciones socialdemócratas y neoliberales del espectro político mexicano) constituido por las diputadas Dulce María García López, María Josefina Gamboa Torales, Regina Vázquez Saút y Yazmín de los Ángeles Copete Zapot; así como el diputado Sergio Rodríguez Cortés. Es importante mencionar que no todos firmaron el documento, por lo que la postura de algunos pudo percibirse como ambigua y tibia.
La iniciativa fue revisada por las comisiones de Justicia, la de Igualdad de Género y de Derechos Humanos y la de Atención a Grupos Vulnerables. Sin embargo, el 22 de septiembre de ese mismo año, dichas comisiones consideraron la reforma como improcedente, poniendo de pretexto el candado del artículo 4.º de la Constitución Política del Estado Libre y Soberano de Veracruz de Ignacio de la Llave. Cambiaron entonces el documento para que la votación en el pleno se centrara en el rechazo a la despenalización. Es por lo anterior que la decisión fue apelada por la diputada Tanya Carola Viveros Cházaro. Sin embargo, el 28 de septiembre de 2017, se subió a discusión del pleno el nuevo acuerdo modificado para seguir criminalizando el aborto electivo. Así, la sesión fue boicoteada por integrantes de Morena, el PRD y el PRI. Sólo asistieron legisladores del PAN, el Partido Verde Ecologista de México (PVEM, partido sin posición en el espectro político mexicano pues suele adoptar el de la coalición electoral a la que se suscribe) y el Partido Nueva Alianza (PANAL, partido sin posición en el espectro político mexicano pues solía adoptar el de la coalición electoral a la que se suscribía). Los inconformes solo dejaron un papel pegado a su asiento que decía "no asistí a esta sesión porque se violenta la ley y la voluntad popular", incluso algunos declararon que "no serían comparsas de un régimen con disfraz democrático por acciones fascistas". El voto particular de diputada Tanya Carola Viveros Cházaro fue descartado por 25 votos a favor, 0 en contra y 1 abstención. Sobre el nuevo dictamen restrictivo hubo 23 votos a favor, 1 en contra y 2 abstenciones.
Es por lo anterior que varias colectivas y organizaciones (como Academia, Litigio Estratégico e Incidencia en Derechos Humano; Católicas por el Derecho a Decidir; Justicia, Derechos Humanos y Género y Mexfam) interpusieron un recurso de amparo en octubre de ese mismo año al considerar que hubo una omisión legislativa. El asunto fue turnado al Juzgado Décimo Octavo de Distrito del Séptimo Circuito, con sede en Xalapa, el cual desechó la demanda al considerar que las promoventes carecían de interés jurídico y legítimo para reclamar actos atribuidos a las autoridades legislativas responsables. Por lo tanto, al estar inconformes con la resolución, el caso escaló al Segundo Tribunal Colegiado en Materia Administrativa del Séptimo Circuito por medio de un recurso de queja. Este último, en diciembre de ese año, les dio la razón a las quejosas por lo que el tema regresó de nuevo al juzgado anterior, el cual concedió el amparo en julio de 2018. De aquella sentencia se desprendía que el Congreso local no había acatado los compromisos internacionales en materia de derechos humanos que el Estado mexicano ha suscrito (Convención Americana sobre Derechos Humanos, Convención Interamericana para Prevenir, Sancionar y Erradicar la Violencia contra la Mujer y la Convención sobre la Eliminación de Todas las Formas de Discriminación Contra la Mujer) así como la Constitución Política de los Estados Unidos Mexicanos (artículo 1.º, 4.º y 133.º) y la Ley General de Acceso de las Mujeres a una Vida Libre de Violencia. Así, el Congreso local estaba obligado a atender las recomendaciones de la segunda AVGAC.
Al enterarse de lo anterior, en octubre de 2018, el Director de Servicios Jurídicos del poder legislativo del estado, apeló la resolución a través de un recurso de revisión donde señalaba 3 supuestos agravios:
- La AVGAC no genera obligaciones al poder legislativo veracruzano pues la naturaleza de sus sugerencias no es vinculante. Igualmente, el cumplimiento de los compromisos convencionales en materia de derechos humanos, y, sobre todo, de los derechos de las mujeres, es exigible al Estado mexicano, no a las entidades federativas.
- No hay omisión legislativa al no despenalizar el aborto pues no existe un mandamiento constitucional o derivado de los tratados internacionales en materia de derechos humanos dirigido a los legisladores locales.
- Debido a los dos puntos anteriores, los efectos del juzgado federal son ilegales. Además, correspondería a la federación regular sobre el tema y sólo cuando existiera un encargo expreso al respecto, las entidades federativas podrían actuar.
- El artículo 4.º de la Constitución local tutela la vida por lo que involucra un impedimento para la modificación de las normas secundarias.

De nuevo, en octubre de 2019, la parte beneficiada por el amparo, presenta el recurso de revisión adhesiva para contradecir los agravios anteriores asegurando que:
- Los tratados internacionales requieren de la intervención del Senado. Y al ser este el órgano representante de la voluntad de las entidades federativas, las obliga en su cumplimiento. Los compromisos adquiridos en el ámbito internacional son para todo el Estado mexicano, lo que incluye a Veracruz. El mismo Estado mexicano creó la Ley General de Acceso de las Mujeres a una Vida Libre de Violencia a través del Congreso de la Unión, donde se establece el mecanismo de protección colectiva denominado AVGM. Y a través de este último, la federación comunica a la entidad federativa que incumple con su responsabilidad constitucional pues no está acatando las recomendaciones de la Conavim.
- La reforma de 2011 al artículo 1.º de la Constitución general exige que todas las autoridades, en cualquier ámbito o competencia; deben promover, respetar, proteger y garantizar los derechos humanos en el sentido más amplio posible. La misma Ley General de Acceso de las Mujeres a una Vida Libre de Violencia señala que todos los poderes públicos federales tiene que adoptar las medidas correspondientes a fin de que todas las personas gocen, sin discriminación alguna, de todos los derechos y libertades consagrados en la Constitución general, las leyes federales y los tratados internacionales de los que el Estado mexicano ha firmado y ratificado.
- Las recomendaciones de la AVGAC sí son vinculantes y obligatorias debido a que tienen eficacia constitucional. Interpretar la ley de la manera más favorable para las mujeres es acorde al principio pro persona de la Constitución general.
- La negativa del Congreso local para emitir leyes que protejan los derechos de las mujeres y eliminen otras que las discriminan, genera un agravio personal y directo que vulnera sus derechos fundamentales a la acción y a la defensa. Entonces, las organizaciones promoventes cuentan con interés jurídico puesto que de esta manera ejercen su derecho a la acción procesal como personas morales encargadas de proteger los derechos humanos de las mujeres.

El encargado de conocer esta última reclamación fue de nuevo el Segundo Tribunal Colegiado en Materia Administrativa del Séptimo Circuito el cual a su vez solicitó, en enero de 2019, que la SCJN atrajera el caso. Así, la discusión fue llevada a la Primera Sala donde se asignó al ministro Juan Luis González Alcántara Carrancá como ponente del proyecto, con el expediente AR 636/2019. Su análisis ocurrió el 29 de julio de 2020. No obstante, fue rechazado por 4 de los 5 ministros (Alfredo Gutiérrez Ortiz Mena, Jorge Mario Pardo Rebolledo, Norma Lucía Piña Hernández y Margarita Ríos Farjat) pues argumentaron que:
- En primer lugar, no se estaría discutiendo el fondo del asunto.
- Además, no existiría omisión legislativa alguna pues sí hay una norma al respecto (las penas por aborto consentido y forzado, así como las causales y supuestos del aborto legal), pero esta no fue impugnada.
- Finalmente, la Corte sólo puede ordenarle al Congreso local que se legisle al respecto, pero está imposibilitada de imponer un contenido o regulación específica.

Por su parte, el ministro autor (el único que voto a favor) mencionó que:

Dadas las obligaciones contraídas por el estado mexicano en las convenciones de la CEDAW y Belem do Pará, y que vincula a todas las autoridades en el ámbito de su competencia, sí existe una obligación legislativa que vincula al congreso local de Veracruz para reformar sus normas penales en relación a la interrupción del embarazo. Los tratados internacionales son claros y existe una obligación inmediata de legislar en aquellas normas que son discriminatorias o que sean fuentes de violencia en contra de las mujeres. La prohibición absoluta de interrumpir el embarazo es contraria al umbral de protección de las mujeres especialmente en lo que corresponde a su derecho a la salud y a su dignidad. Aún es imperativo, cómo sostiene el proyecto, estudiar las normas que afectan a las mujeres a la luz de un examen de igualdad transformadora.

Como la tesis no cumplía con los requisitos de procedimiento, se le asigno al ministro Alfredo Gutiérrez Ortiz Mena para que realice un nuevo proyecto y pueda ser retomado posteriormente.
Finalmente, fue hasta el 15 de junio de 2021, durante la LXV legislatura del Congreso local, que se volvió a turnar otro dictamen para modificar exclusivamente el Código Penal. Sólo hubo una persona interesada en promover la nueva propuesta y correspondía a Morena: la diputada Mónica Robles Barajas. Esta vez, únicamente fue examinado por la comisión de Justicia y Puntos Constitucionales que lo revalidó de manera satisfactoria. Entonces, el 20 de julio de 2021 se analizó y aprobó por el pleno. El sufragio fue nominal por lo que se hizo registrando la identidad de los legisladores en las actas de sesión de ese día. Votaron a favor 25 legisladores, 9 lo hicieron en contra y 1 se abstuvo. Los cambios fueron finalmente publicados con el decreto número 857 en la Gaceta Oficial, sin ninguna objeción por parte del gobernador Cuitláhuac García Jiménez, ese mismo día para entrar en vigor un día después.
De esta manera, con la despenalización, el amparo en revisión AR 636/2019 fue obviamente sobreseído.
| Fecha de ingreso:                     | 15 de julio de 2021                               |
| Promotores/as:                        | Diputadas del Movimiento de Regeneración Nacional |
| Comisiones revisoras:                 | De Justicia y Puntos Constitucionales             |
| Fecha de votación en el pleno:        | 20 de julio de 2021                               |
| Resultado de la votación en el pleno: | 25 a favor. 9 en contra. 1 abstenciones.          |

| Partido                              | A favor | En contra | Abstención |
| ------------------------------------ | ------- | --------- | ---------- |
| Movimiento Ciudadano                 | 1       | -         | -          |
| Movimiento de Regeneración Nacional  | 23      | -         | -          |
| Partido Acción Nacional              | -       | 7         | -          |
| Partido Encuentro Solidario          | -       | 1         | -          |
| Partido Revolucionario Institucional | -       | 1         | -          |
| Partido de la Revolución Democrática | 1       | -         | -          |
| Total                                | 25      | 9         | 1          |

| Artículo | Antes de la reforma | Despues de la reforma |
| -------- | --- | --- |
| 149      | Delito de aborto era la interrumpción del embarazo en cualquiera de sus etapas. | Delito de aborto es la interrupción del embarazo después de la semana 12 de gestación la cual inicia después de la implantación del embrión en el endometrio.                                                                                |
| 150      | Tratamiento en libertad consistente en la aplicación de medidas educativas y de salud. Por aborto consentido. | 15 días a 2 meses de medidas integrales de salud, en libertad y con respeto a los derechos humanos (gestante). Por aborto consentido. Solo cuando es consumado.                                                                              |
| 150      | 6 meses a 2 años de prisión y hasta 75 días de salario de multa (colaborador). Por aborto consentido. | 15 días a 2 meses de prisión o de 50 a 100 días de trabajo a favor de la comunidad, y hasta 75 días UMA de multa (colaborador). Por aborto consentido. Solo cuando es consumado.                                                             |
| 151      | Por aborto forzado las sanciones eran de 3 a 10 años de prisión y hasta 100 días de salario de multa (si se empleaba violencia física o moral aumenta de 6 a 15 años de prisión y hasta 150 días de salario de multa). | Por aborto forzado las sanciones serán 3 a 10 años de prisión y hasta 100 días de UMA de multa (si se emplea violencia física o moral aumenta de 6 a 15 años de prisión y hasta 150 días de UMA de multa). Sancionado en grado de tentativa. |
| 151      | 6 meses a 4 años de prisión y hasta 50 días de salario de multa por lesiones al producto de la gestación, excepto por aborto imprudencial.                                                                             | Derogado |
| 153      | 2 a 5 años de suspensión profesional (personal de medicina, enfermería o matronería). Por aborto consentido, forzado o lesiones al producto de la gestación (excepto si el aborto era por malformaciones congénitas).  | 2 a 5 años de suspensión profesional (personal de medicina, enfermería o matronería). Solo por aborto forzado. |
| 154      | Aborto no punible en las causales I imprudencial, II violación y fecundación asistida indebida, III peligro de muerte y IV alteración al producto.                                                                     | Excluyentes de responsabilidad en las causales I imprudencial, II violación y fecundación asistida indebida, III peligro de muerte y daño a la salud, IV alteración al producto.                                                             |
| 154      | En el supuesto II era necesario realizarse en los primeros 90 días de embarazo. En los III y IV se necesitaba juicio de dos profesionales de la medicina.                                                              | En el supuesto II no es necesaria la autorización del Ministerio Público. En los III y IV se necesita el juicio de un o una profesional de la medicina.                                                                                      |

### Enmienda constitucional
Entre enero y julio de 2016, la LXIII legislatura del Congreso del Estado de Veracruz, aprobó una reforma al párrafo segundo del artículo 4.º de la Constitución Política del Estado Libre y Soberano de Veracruz de Ignacio de la Llave para dotar de personalidad jurídica a fetos y embriones a través de un blindaje a la vida en gestación desde el momento de la concepción. Por un lado, lo anterior fue respaldado tanto por el PAN como por el PRI, el PVEM y el PANAL; mientras que el PRD y Movimiento Ciudadano (MC, partido que suele clasificarse como izquierda progresista en el espectro político mexicano) lo rechazaron.
La iniciativa fue muy polémica ya que fue presentada por el entonces gobernador Javier Duarte de Ochoa, a petición de la organización civil y religiosa Sí a la Vida, la cual había recabado 28 mil firmas ciudadanas en 2015 para impulsar el proyecto. Nunca se analizó en ninguna comisión, y por lo tanto, pasó al pleno del Congreso local en solo 72 horas. En la introducción se señalaba que la interrupción del embarazo era igual de ilegítima que la pena de muerte. Además, se mencionaba que una persona existe desde el momento de la concepción ya que la doctora María Cristina Márquez Orozco, bióloga egresada de la Universidad Nacional Autónoma de México (UNAM), había declarado en 2007 (durante la revisión de constitucionalidad ante la SCJN de la despenalización y legalización del aborto voluntario en el entonces Distrito Federal), que:

El embrión, constituido por la unión de un óvulo y un espermatozoide, es un ser único e irrepetible distinto a la madre, pues desde la unión de los gametos se recombinan los genes de los cromosomas al azar.

Sin embargo, se olvidó mencionar que en esa misma audiencia, 2 de los 5 científicos que también fueron invitados (Rubén Lisker Yourkowitsky y Ricardo Tapia Ibargüengoytia) refutaron esa aseveración. Por último, se rompió la tradición de la estricta separación de la Iglesia Católica con el Estado mexicano que ha imperado desde la promulgación de la Constitución de 1857, pues la difusión de la nueva ley se hizo en una escuela católica privada de la ciudad de Veracruz (el Instituto Rougier); dónde además se tuvo la presencia del entonces alcalde de esa ciudad (Ramón Poo Gil), la presidenta de la Mesa Directiva del Congreso local (Octavia Ortega Arteaga) y el arzobispo de Xalapa (Hipólito Reyes Larios). 
Es por lo anterior que la Comisión Nacional de los Derechos Humanos (CNDH) promovió una acción de inconstitucionalidad ante la SCJN en 2016. La discusión fue llevada al Pleno donde se asignó al ministro Javier Laynez Potisek como ponente del proyecto, con el expediente AI 85/2016. Fue resuelta por unanimidad el 30 de mayo de 2022, cuando 9 de los 11 ministros decidieron que ese supuesto era totalmente inválido pues:
- Los y las legisladores locales carecen de facultad para reglamentar esa materia.
- Abre la puerta a la restricción de otros derechos fundamentales de las mujeres y las personas gestantes, vulnerando así los principios de interdependencia e indivisibilidad (contenidos en el párrafo tercero del artículo 1.º de la Constitución Política de los Estados Unidos Mexicanos).

Cabe recordar que el 9 de septiembre de 2021, 10 de los 11 ministros del Pleno de la SCJN ya habían declarado inconstitucional ese tipo de blindajes a la vida en gestación desde el momento de la concepción por medio de las acciones de inconstitucionalidad AI 106/2018 y AI 107/2018. De esta manera, aunque se analizó la Constitución de Sinaloa, se estableció un precedente que debería cumplirse en todas las entidades federativas que cuenten con ese tipo de disposiciones. Sin embargo, el poder legislativo local no ha modificado el artículo y hasta la fecha no se ha anunciado posibles cambios.
Para que una nueva reforma al respecto fuera constitucional, se debería quitar el término "desde la fecundación". Aunque los productos de la concepción sí cuentan con ciertas protecciones, estas siempre serán mínimas al inicio del embarazo e irán aumentando conforme al desarrollo de este (razón por la cual es totalmente válido abortar hasta el primer trimestre). Las prerrogativas que pudieran tener cualquier feto o embrión nunca deben impedir que los segundos puedan ejercer las suyas. Las posibles garantías de los primeros no pueden de ninguna manera desconocer o estar por encima de las libertades y derechos sexuales y reproductivos de las personas nacidas (razón por la cual es totalmente válido abortar de manera electiva). De hecho, la vida en gestación se defiende a través del bienestar de las mujeres y las personas gestantes a través de la continuidad en sus embarazos (siempre que estos sean deseados): asegurando atención prenatal, proveyendo partos saludables y abatiendo la mortalidad materna (entre otros). Únicamente la Constitución Política de los Estados Unidos Mexicanos, a través del Congreso de la Unión, está autorizada a definir de manera explícita cuando inicia la vida humana y cuando alguien se considera persona con plena titularidad de los derechos humanos (sin embargo, hasta la fecha, esto no ha sucedido).
Además, si bien en algunos tratados internacionales que México ha firmado y ratificado se habla de un "derecho a la vida" (Convención Americana sobre Derechos Humanos, Pacto Internacional de Derechos Civiles y Políticos), existen diversas acotaciones tanto del Estado mexicano (declaración interpretativa de 1981) como de instituciones internacionales de derechos humanos (Comisión Interamericana de Derechos Humanos con la resolución No. 23/81 al caso 2141-"Baby Boy" y el Comité de Derechos Humanos de Naciones Unidas con la Observación General No. 6) que señalan que estos documentos no deben entenderse de manera coercitiva con prohibiciones al aborto legal y electivo que pongan en riesgo la salud y la vida de las mujeres y personas gestantes. Es más, la protección de este derecho exige que los países adopten medidas positivas sobre la interrupción del embarazo. Cada país puede establecer en su legislación que la vida iniciaría desde el momento de la concepción, pero no es una obligación hacerlo y mucho menos se puede usar esto como pretexto para vulnerar los derechos sexuales y reproductivos de la ciudadanía.

### El caso Diana Patricia
Entre mayo y septiembre de 2021, antes de la despenalización, se dio el caso de Diana Patricia Guzmán, una residente de Olutla, quien fue encarcelada tras sufrir un aborto espontáneo (en el baño de un supermercado Soriana de ese municipio) al quinto mes de su embarazo de alto riesgo. 
Contrario a las recomendaciones de su médico, la agraviada no podía guardar reposo ya que, al no tener ningún apoyo de su pareja, ella era la proveedora principal de su familia (compuesta por 3 hijos). No solo tenía que seguir trabajando y realizar labores del hogar mientras gestaba, sino que además existen testimonios donde se asegura que era maltratada físicamente por su compañero sentimental. De hecho, se sabe que Diana Patricia había dejado su domicilio días antes para buscar refugio con su cuñada y que el mismo día del accidente recibió una golpiza por parte de él.
Si bien se trató de una emergencia obstétrica, la Fiscalía General del Estado de Veracruz (FGE), encabezada en ese entonces por Verónica Hernández Giadáns, la vinculó a proceso por el delito de homicidio doloso y no por aborto consentido. La razón de lo anterior se pudo deber a que en aquél entonces, el Código Penal local no establecía privación de la libertad, sino únicamente la aplicación de medidas educativas y de salud. El Ministerio Público local argumentó que el feto nació vivo, pero había sido asfixiado y abandonado en el lugar, por lo que se trataba de un asesinato. Sin embargo, ella refirió que entró en pánico, simplemente se asustó, sintió que nadie iba a ayudarla y no supo que hacer; por lo que huyó del lugar. Días después, acudió al hospital por una hemorragia y fue ahí donde la detuvieron. Fue recluida en el Centro de Reinserción Social (CERESO) de Acayucan. Su propio esposo testificó contra ella, mientras que su cuñada aseguró que Diana Patricia estaba muy entusiasmada por tener a ese bebé pues llevaba el control de su embarazo como cualquier persona. Como el Instituto Veracruzano de la Mujer tampoco quiso ayudarla, fueron los diversos grupos feministas de la entidad los que hicieron presión para su liberación. Únicamente la CNDH y la Comisión Estatal de Derechos Humanos (CEDH) solicitaron al poder judicial que ella pudiera llevar su proceso en libertad. Finalmente, su caso fue sobreseído debido a que un juez consideró que era inimputable por tener un cierto grado de discapacidad intelectual.
Es importante señalar que aun cuando el caso de Diana Patricia coincidió con la sentencia AI 148/2017 de la SCJN (la cual impide la criminalización de cualquier mujer o persona gestante por aborto voluntario) el Poder Judicial de la Federación no revisó este asunto porque precisamente ella fue sentenciada por otro delito. Sin embargo, muchas organizaciones y colectivas feministas han documentado muchos sucesos similares a lo largo del país, donde las fiscalías y los jueces han revictimizado a las y los imputados/as, cometiendo irregularidades y actuando de manera perversa, sin ninguna perspectiva de género, bajo argumentos sexistas, misóginos y plagados de estereotipos. Lamentablemente, como en este caso, las personas más perjudicadas son aquellas que ya han sido vulneradas y estigmatizadas por la gran desigualdad que existe en el país: las personas que tienen menores ingresos, menores años de instrucción formal o que pertenecen a alguna comunidad indígena (muchas veces con un dominio nulo o escaso del español). Desde el 2014 y previó al precedente AI 148/2017, el aborto consentido nunca debió ser considerado como un delito grave, por lo que las sanciones tenían que ser mínimas. Es por esto que en muchos de estos casos se buscaba el castigo por otros delitos con penas más severas como el infanticidio, el filicidio, el homicidio en razón de parentesco o la omisión de cuidados.

## Debate

### A favor
Las colectivas feministas en el estado, al igual que en otras partes del país, siguen trabajando a través de campañas informativas y redes de acompañamiento para superar los obstáculos que impiden el acceso real y eficiente al servicio. Las quejas se siguen centrando en la falta de difusión (por lo que muchas mujeres y personas gestantes en la entidad aún no saben que el aborto electivo está totalmente despenalizado), así como en la sensibilización y la capacitación deficiente del personal de los servicios públicos de salud (por lo que algunas personas usuarias han reportado malos tratos, inclusive persuasión para no ejercer su derecho). Tampoco existen registros oficiales, tanto definitivos como constantemente actualizados, sobre el número de intervenciones o de unidades públicas donde se puede realizar el servicio, los cuales podrían ayudar a que las autoridades del estado sepan el sentido exacto que deben tomar para subsanar las carencias y las omisiones.
De manera paradójica, el Secretariado Ejecutivo del Sistema Nacional de Seguridad Pública (SESNSP) reporta que el número de denuncias y carpetas de investigación por delito de aborto es mucho mayor ahora que antes de la despenalización (con un aumento del 49% en 2022 con respecto al 2021). No existen datos suficientes para saber si estas averiguaciones son por aborto consentido (el cual ya no se puede perseguir ni después del límite legal) o por aborto forzado (el cual sí debe ser castigado). Y como la FGE tampoco ha emitido alguna aclaración al respecto, se desconoce si las acusaciones se dan por personas que aún desconocen que el aborto electivo ya no es un crimen (por lo que esos casos llegarán a ningún resultado). Esta entidad no es la única donde se ha dado este fenómeno, por lo que las organizaciones y colectivas también se han pronunciado para que se puedan revisar estas contradicciones.
Así, las organizaciones feministas en Veracruz siguen manifestándose constantemente, sobre todo en el marco del Día de Acción Global por un aborto legal y seguro (cada 28 de septiembre), para exigir al gobierno local algunas demandas concretas:
- La elaboración de protocolos locales ya que la Ley de Salud local aún no ha sido reformada. Esto se logró en noviembre de 2021 con la publicación en la Gaceta Oficial del Programa de Aborto Seguro para el Estado de Veracruz de Servicios de Salud de Veracruz. Además, desde junio de 2021 existen el protocolo federal del Lineamiento Técnico para la atención del Aborto Seguro en México.[57]
- La creación de una plataforma de ayuda, disponible las 24 horas del día y los 7 días a la semana; con información actualizada, científica y veraz; donde además se puedan denunciar las malas prácticas. Hasta ahora, la asociación civil Red de Género, Derechos Humanos y Empoderamiento (Regedhem) ha puesto en marcha el proyecto "Las Acompañantas" por medio del sistema de mensajería Whatsapp (228-848 6640 y 228-777 6091) para brindar información y acompañamiento personalizado.[58][59]
- El suministro suficiente de medicamento (mifepristona y misoprostol), así como de sobrado personal no objetor para que las mujeres y personas gestantes sean atendidos sin esperas ni demoras, sin estigmas ni discriminación. Esta solicitud proviene de la Red de Mujeres Feministas de Veracruz (REMUFEVER).[60]
- Los cambios necesarios a la Ley de Salud del Estado de Veracruz de Ignacio de la Llave, como ha sucedido en otras entidades del país cuando despenalizaron y legalizaron el aborto electivo. Ante esto, la comisión de salud del Congreso del Estado de Veraruz ha declarado que está trabajando en ello.[61]

### En contra
A pesar de los antecedentes, hasta la fecha, los grupos religiosos y conservadores en el estado han respondido de manera más bien moderada. 
El mismo día en que se aprobaron las modificaciones al Código Penal, las colectivas Marea Verde y Morras Organizadas de Xalapa festejaron en la plaza Lerdo de la ciudad de Xalapa pintando manos de color verde sobre algunas fachadas de la Catedral metropolitana. Ante esto, el vocero de la Arquidiócesis de Xalapa (José Manuel Suazo Reyes) amenazó con proceder legalmente por los "actos vandálicos" cometidos. No obstante, nada ha sucedido.
Posteriormente, en agosto de 2021, la organización Humanismo y Trascendencia para Veracruz, con el apoyo de la Arquidiócesis de Xalapa, presentó un amparo ante el Juzgado Décimo Séptimo de Distrito del Séptimo Circuito, con sede en Xalapa, para que se revisara la constitucionalidad de la nueva normativa, pues el artículo 4.º de la Constitución Política del Estado Libre y Soberano de Veracruz de Ignacio de la Llave seguía protegiendo la vida desde la concepción. No obstante, dos días después fue declarado improcedente pues los actos reclamados no afectaban directamente a la asociación. Así, el 27 de agosto del mismo año se interpuso una queja ante el Segundo Tribunal Colegiado en Materia Administrativa, la cual fue aceptada y el amparo regresó al juzgado. Esta vez se solicitaba la suspensión definitiva de las reformas mientras se resolvía por completo el juicio. Sin embargo, el 17 de abril de 2022, se volvió a negar la solicitud pues los cambios al Código Penal ya estaban consumados y emitidos. De esta manera, estos grupos antiderechos escalaron su caso ante el Poder Judicial de la Federación el cual debía resolver de manera definitiva el día 16 de mayo de 2022 (pero hasta la fecha esto no ha sucedido). Cabe recordar que la SCJN ya había invalidado de manera general todas esos candados a la vida en gestación en todo el país con los precedentes AI 106/2018 y AI 107/2018 (en septiembre de 2021) y de manera particular para el estado por el precedente AI 85/2016 (en mayo de 2022); por lo que la reclamación de los opositores podría volver a ser desestimada.
En septiembre de 2021, la Arquidiócesis de Xalapa dio a conocer una serie de acciones para manifestar su indignación frente al Congreso local y la SCJN entre las que destacaban una jornada de luto y duelo donde se tocarían las campanas de todas las iglesias y capillas del territorio diocesano en cierto horario, la celebración de una eucaristía por los no nacidos, el respaldo a la iniciativa de la Conferencia del Episcopado Mexicano (CEM) para asistir a la marcha antiderechos del 3 de octubre (denominada "A favor de la mujer y de la vida"), la elaboración de una catequesis sobre el "don de la vida", la publicación de reflexiones sobre el derecho a la objeción de consciencia y la creación de una plataforma que concentre materiales, guías y oraciones.
En febrero de 2022, ante el anuncio de la apertura de una clínica privada de la Fundación MSI en la ciudad de Veracruz, un grupo de manifestantes se reunió frente a ella sin bloquear el acceso a los pacientes. Rezaron y realizaron, en plena calle, un ultrasonido a una mujer embarazada integrante de esa agrupación. En la manifestación también estuvo Jorge Serrano Limón, el antiguo presidente del Organización Nacional Provida. Cabe destacar que este último personaje lideró infructuosamente una campaña contra las reformas de 2007 del entonces Distrito Federal (ahora Ciudad de México) que despenalizaron y legalizaron el aborto voluntario hasta la decimosegunda semana de gestación. Igualmente, había permanecido desde 2016 fuera de la opinión pública pues en ese mismo año fue encarcelado por peculado por más de 25 millones de pesos, después de que la Secretaría de la Función Pública federal (SFP) y la Auditoría Superior de la Federación (ASF) encontraron irregularidades y desvíos graves de dinero, el cual fue otorgado por el gobierno federal desde el 2005 (del entonces presidente Vicente Fox Quezada), por iniciativa del diputado federal panista Luis Pazos de la Torre, para supuestamente equipar Centros de Ayuda a la Mujer en varias ciudades del país. Sin embargo, el dinero se utilizó para comprar objetos suntuarios como lencería femenina y bolígrafos de lujo de la empresa alemana Mont-Blanc (razón por la cual este escándalo fue denominado como el tangagate). También es hermano del sacerdote lasallista Francisco Serrano Limón quien se encuentra actualmente prófugo de la justicia mexicana al ser encontrado culpable por agresiones sexuales a menores de edad.
Finalmente, durante el mes de mayo de 2022, la Arquidiócesis de Xalapa emitió diversos comunicados llenos de inexactitudes y con información errónea.
El primero señalaba que:

Ningún tratado internacional firmado por México reconoce el crimen del aborto como un derecho. El aborto nunca será un derecho humano. Eso equivaldría a decir que se cuenta con el permiso para asesinar a otra persona.

Sin embargo, como indica en secciones anteriores, existen acotaciones tanto del Estado mexicano (declaración interpretativa de 1981) como de instituciones internacionales de derechos humanos (Comisión Interamericana de Derechos Humanos con la resolución No. 23/81 al caso 2141-"Baby Boy" y el Comité de Derechos Humanos de Naciones Unidas con la Observación General No. 6) que señalan que los tratados internacionales que México ha suscrito y ratificado no deben entenderse de manera coercitiva con prohibiciones al aborto legal y electivo que pongan en riesgo la salud y la vida de las mujeres y personas gestantes. Es más, la protección de este derecho exige que los países adopten medidas positivas sobre la interrupción del embarazo. Cada país puede establecer en su legislación que la vida iniciaría desde el momento de la concepción, pero no es una obligación hacerlo y mucho menos se puede usar esto como pretexto para vulnerar los derechos sexuales y reproductivos de la ciudadanía. 
En el segundo, la Arquidiócesis manifestó que se convertiría a las madres en "asesinas de sus propios hijos", generando así más violencia en el país y violando un supuesto "derecho primario a la vida". Calificó al aborto como "un acto inhumano, perverso y criminal que sólo incrementa los problemas de las mujeres". Nombró a las y los legisladores "promotores del derramamiento de sangre inocente" que habían aplicado la "aplanadora del mayoriteo" sin escuchar las numerosas voces ciudadanas de la entidad que defienden la vida basados, presuntamente, en la "ciencia genética y la razón" que ha manifestado que "comenzamos a existir a partir de que somos concebidos" y que a partir de ese momento "tenemos una carga genética propia" lo que nos hace "individuales y diferentes a nuestros padres". No obstante, nunca demostraron cuales eran esos obstáculos que las mujeres obtenían al acceder a un aborto seguro y legal. Y se les olvidó mencionar que muchos científicos importantes en México rechazan la afirmación de que una persona es tal desde el momento en que es concebida (retomando las declaraciones de Rubén Lisker Yourkowitsky y Ricardo Tapia Ibargüengoytia de 2007 cuando la SCJN discutía las sentencias AI 146/2007 y AI 147/2007 sobre la despenalización y legalización del aborto electivo en el entonces Distrito Federal).
El tercero y último se dio cuando la SCJN declaró la completa constitucionalidad de la NOM-046-SSA2-2005 para obligar a todos los hospitales públicos a interrumpir embarazos en menores de edad cuando estos sean producto de una agresión sexual (CC 53/2016 y CC 45/2016). Esta vez, la Arquidiócesis determinó que eso era "una salida fácil" que "sólo abona al crecimiento de la violencia en México" y que la vida del feto debe prevalecer. Que quitarles el consentimiento a los padres era una "invasión y atentado contra la patria potestad". Que a través de una simple declaración (y no de una autorización) se "podría caer en una cadena interminable de solicitantes de aborto" dando a entender que las mujeres podrían "abusar" con testimonios amañados. Y que, supuestamente, se estaba eliminando "la denuncia y la persecución contra el agresor". Sin embargo, sobre esa última afirmación, la sección 6.5 de la NOM-046-SSA2-2005 menciona como las instituciones y el personal de los servicios de salud deben actuar en casos de agresión sexual a menores o mayores de edad: con registro de cada uno de los casos para notificarlos a las autoridades correspondientes, ayudando a las fiscalías con información relevante y expedientes o invitando a las víctimas a presentar su denuncia después de haber sido atendidas.

## Datos

### Estadísticas
Hasta la fecha y al igual que las otras entidades, a excepción de la CDMX, tanto la secretaría de salud como los servicios de salud del estado (Sesver) aún no pública, de manera accesible y constante, información sobre el número de procedimientos (totales, por año o por unidad de atención), sobre las usuarias o los usuarios (procedencia, edad, nivel educativo, estado civil, ocupación, número de hijos o semanas de gestación) o sobre el tipo de procedimiento.
Únicamente, por datos obtenidos mediante solicitudes de transparencia elaboradas por el Grupo de Información en Reproducción Elegida, se sabe que hasta enero de 2023 sólo se han realizado 369 procedimientos.

### Unidades, procedimientos y requisitos
Hasta la fecha y al igual que las otras entidades, a excepción de la CDMX, tanto la secretaría de salud como los servicios de salud del estado (Sesver) aún no ha facilitado la información sobre procedimientos, requisitos o unidades de atención.
Según el Directorio de Servicios de Aborto Seguro, programa federal a cargo del Centro Nacional de Equidad de Género y Salud Reproductiva (CNEGSR) y la asociación civil Ipas México, existen 7 unidades (hospitales o clínicas) pertenecientes al sistema de salud local para atender los casos, los cuales son:
- Centro de Alta Especialidad "Dr. Rafael Lucio", ubicado en la colonia Unidad Magisterial de la ciudad de Xalapa.
- Hospital Regional "Dr. Luis Nachón", ubicado en la colonia Zona Centro de la ciudad de Xalapa.
- Hospital General de Tarimoya, ubicado en la colonia Reserva Tarimoya de la ciudad de Veracruz.
- Hospital General "Dr. Bernardo Peña", ubicado en la colonia Belén Grande de la ciudad de San Andrés Tuxtla.
- Hospital Regional "Dr. Valentín Gómez Farías", ubicado en la colonia Centro de la ciudad de Coatzacoalcos.
- Hospital Regional Río Blanco, ubicado en la colonia Reforma de la ciudad de Río Blanco.
- Hospital General "Dr. Emiliano Alcázar", ubicado en la colonia Centro de la ciudad de Túxpan.

Y 5 unidades (hospitales o clínicas) del ISSSTE, los cuales son:
- Clínica Médico Familiar Córdoba, ubicado en la colonia Fraccionamiento San José de la ciudad de Córdoba.
- Hospital Regional ISSSTE Veracruz, ubicado en la colonia Fraccionamiento Moderno de la ciudad de Veracruz.
- Clínica Médico Familiar Heroica De Veracruz, ubicado en la colonia U.H. El Coyol de la ciudad de Veracruz.
- Clínica Médico Familiar Martínez de la Torre, ubicado en la colonia Mirador de la ciudad de Martínez de la Torre.
- Clínica Médico Familiar Minatitlán, ubicado en la colonia Nueva Minatitlán de la ciudad de Minatitlán.

También se han instalado otras clínicas privadas en las principales ciudades de la entidad.
Como indica la guía federal del Lineamiento Técnico para la atención del Aborto Seguro en México (siguiendo los estándares de la Organización Mundial de la Salud), en la actualidad, el legrado uterino instrumental se considera obsoleto, nocivo y está totalmente desaconsejado. En su lugar, los protocolos federales sugieren dos abordajes para interrumpir embarazos de manera segura y de calidad, siempre y cuando se realicen bajo las condiciones médicas correctas y en un contexto de legalidad:
- Aborto farmacológico, con el uso de mifepristona y misoprostol por diferentes vías (vestibular, vaginal o sublingual) ya sea combinado (ambas sustancias) o de manera individual (misoprostol únicamente). Ambos medicamentos provocan dilatación del cérvix y contracciones uterinas que contribuyen a la expulsión de su contenido. La dosis y vía de administración del tratamiento depende de las semanas de gestación o del antecedente de cirugías uterinas previas. Se considera no invasivo por lo que no necesita de un antibiótico profiláctico (previo a la intervención). En el régimen combinado (comparado con el individual) el tiempo para la resolución del aborto es menor (en horas o días) y suele haber menos molestias posteriores. Su éxito terapéutico podría disminuir conforme aumenta la edad gestacional. Antes de la semana 10, el procedimiento puede realizarse total o parcialmente autogestionado y con una asesoría o vigilancia mínima (ya sea por prestador/a de servicios de salud o por colectiva de acompañamiento). En cambio, entre la semana 10 y 12 se requiere mayor seguimiento y vigilancia por el personal especializado. Está contraindicado en presencia de inestabilidad hemodinámica y sepsis.
- Aborto quirúrgico, a través de la succión del producto con la ayuda de instrumentación médica de operación manual o eléctrica (como cánulas, tubos o bombas). Sí precisa de antibiótico profiláctico (previo a la intervención), así como de bloqueo paracervical y analgésicos. Las molestias posteriores serían mínimas y la resolución del aborto es inmediata. También es conocido como aspiración endouterina y es la primera elección cuando hay presencia de inestabilidad hemodinámica y sepsis.

Al tratarse de procedimientos médicos, se tiene la posibilidad de presentar pequeñas molestias que pueden controlarse satisfactoriamente si se toman las medidas preventivas y se sigue fielmente las recomendaciones del personal especializado. Estas pueden ser dolor cólico y sangrado transvaginal, ligeramente mayor a lo experimentado en una menstruación. La intensidad de lo anterior disminuirá de manera progresiva, aunque podría continuar en menor cantidad y de manera esporádica durante las primeras 4 a 6 semanas. También se puede experimentar algo de fiebre en las primeras 24 horas, la cual cederá con la ingesta de antipiréticos. Así mismo, para evitar el riesgo de infección, se deberán tomar medidas de higiene vaginal y no se recomienda tener relaciones sexuales en un periodo aproximado de dos semanas.
Igualmente, existe una pequeña posibilidad, y bastante infrecuente, de experimentar algunos riesgos. De esta manera, la o el paciente deberá buscar atención médica inmediata ante los siguientes datos de alarma: ausencia de sangrado o cantidad mínima de este (sobre todo entre las primeras 4 a 6 horas posteriores ya que puede indicar fallo en el procedimiento o un embarazo ectópico), un sangrado persistente y progresivo (que empape más de dos toallas higiénicas por hora durante dos horas consecutivas), secreción fétida, debilidad, mareo, reacciones alérgicas a algún medicamento (como exantemas o edemas faciales o bucales), así como fiebre o malestar general después de las primeras 24 horas.
En el primer trimestre, los procedimientos siempre deberían ser ambulatorios, por lo que pueden realizarse en cualquier unidad de primer nivel (centros de salud o clínicas familiares). En el segundo trimestre se requeriría de atención intrahospitalaria, por lo que pueden realizarse en cualquier unidad de segundo nivel (hospitales generales o regionales).
Así mismo, el Lineamiento Técnico para la atención del Aborto Seguro en México hace hincapié en dos leyes federales fundamentales: la NOM-046-SSA2-2005 y la Ley General de Víctimas (LGV). Estas dos últimas normatividades señalan que para acceder a la Interrupción Voluntaria del Embarazo (en caso de violación) no se necesita presentar denuncia previa ante el Ministerio Público o contar con la autorización de éste. Debido al principio de buena fe, el único requisito es una solicitud por escrito bajo protesta de decir la verdad, en la que se manifiesta que dicho embarazo es producto de una violación. El personal de los servicios de salud no está obligado a verificar el dicho de las y los solicitantes. Las personas menores de 12 años requieren autorización de madre, padre, tutor o representante legal. En cambio, las y los menores de edad, pero mayores de 12 años ya no necesitan de aquel permiso (pueden tomar la decisión de manera autónoma). Finalmente, ni la LGV ni la NOM-046-SSA2-2005 establecen límites gestacionales para hacer valer el derecho al aborto cuando existe una agresión sexual. La misma SCJN ha emitido sentencias que validan todo lo anterior (amparos en revisión AR-601/2017, AR-1170/2017, AR-438/2020 y AR-438/2020; controversias constitucionales CC 53/2016 y CC 45/2016).
Finalmente y posterior a la consejería, las y los pacientes tendrían que llenar y firmar formatos sobre el consentimiento informado pues representa el principal instrumento jurídico y ético para que la persona sea dueña efectiva de sus decisiones, como corresponde a su dignidad y autonomía. A través de este documento, las personas usuarias del servicio otorgarán o no su autorización para cada uno de los procedimientos (como la modalidad de abordaje o el método anticonceptivo posterior), las posibles alternativas o los probables riesgos. Así mismo, las y los pacientes tienen el derecho y facultad de poder revocarlo si así lo quieren. En caso de personas con discapacidad transitoria o permanente, el consentimiento informado debería ser suscrito por el familiar más cercano o el tutor / representante legal. En casos extremos, cuando no exista acompañante y la persona usuaria cuenta con una discapacidad, el personal médico (previa valoración y con el acuerdo de por lo menos dos profesionales) podrían otorgar el consentimiento informado.